# Фигарова, Мирослава
Мирослава Фигарова (чеш. Miroslava Figarová, 14 августа 1917, Брно, Цислейтания — 12 января 2013, Брно) — чехословацкая балерина, балетный педагог, хореограф. Народная артистка Чехословакии (1976).

## Биография
Мирослава Фигарова родилась 14 сентября 1917 года в австро-венгерском городе Брно (сейчас в Чехии).
Обучалась в балетных школах Элишки Блаховой и Иво Вани Псоты в Брно, позже — в балетной школе Елизаветы Никольской в Праге. Также среди педагогов Фигаровой были Розалия Хладек и Татьяна Гзовская.
В 1930 году в 13-летнем возрасте впервые выступила на сцене брненского театра «На Градбач» в балете Витезслава Новака «Синьорина Джовенто».
В составе балета Никольской посещала с гастролями Европу и Америку.
В 1935—1936 годах была солисткой Национального театра в Праге, перед этим недолго поработав танцовщицей в театре Винограды. После этого по предложению Псоты вернулась в Брно, где в 1938—1942 годах была примой-балериной губернского театра. В 1942—1945 годах танцевала в театре Оломоуца, после чего вернулась в Брно, где продолжала выступления в Национальном театре до 1963 года.
Фигарову отличали незаурядные физические данные, эффектная сценическая внешность и природная одарённость. К 1961 году в её репертуаре были около 50 партий, в основном поставленных Псотой. Среди них — Балерина в «Петрушке», Одетта, Тереза и Актриса в «Пламени Парижа», Бель-Эпин в «Принце Пагод», Файета в «Тропою грома», Девушка в «Чудесном мандарине» и Сванильда в «Коппелии».

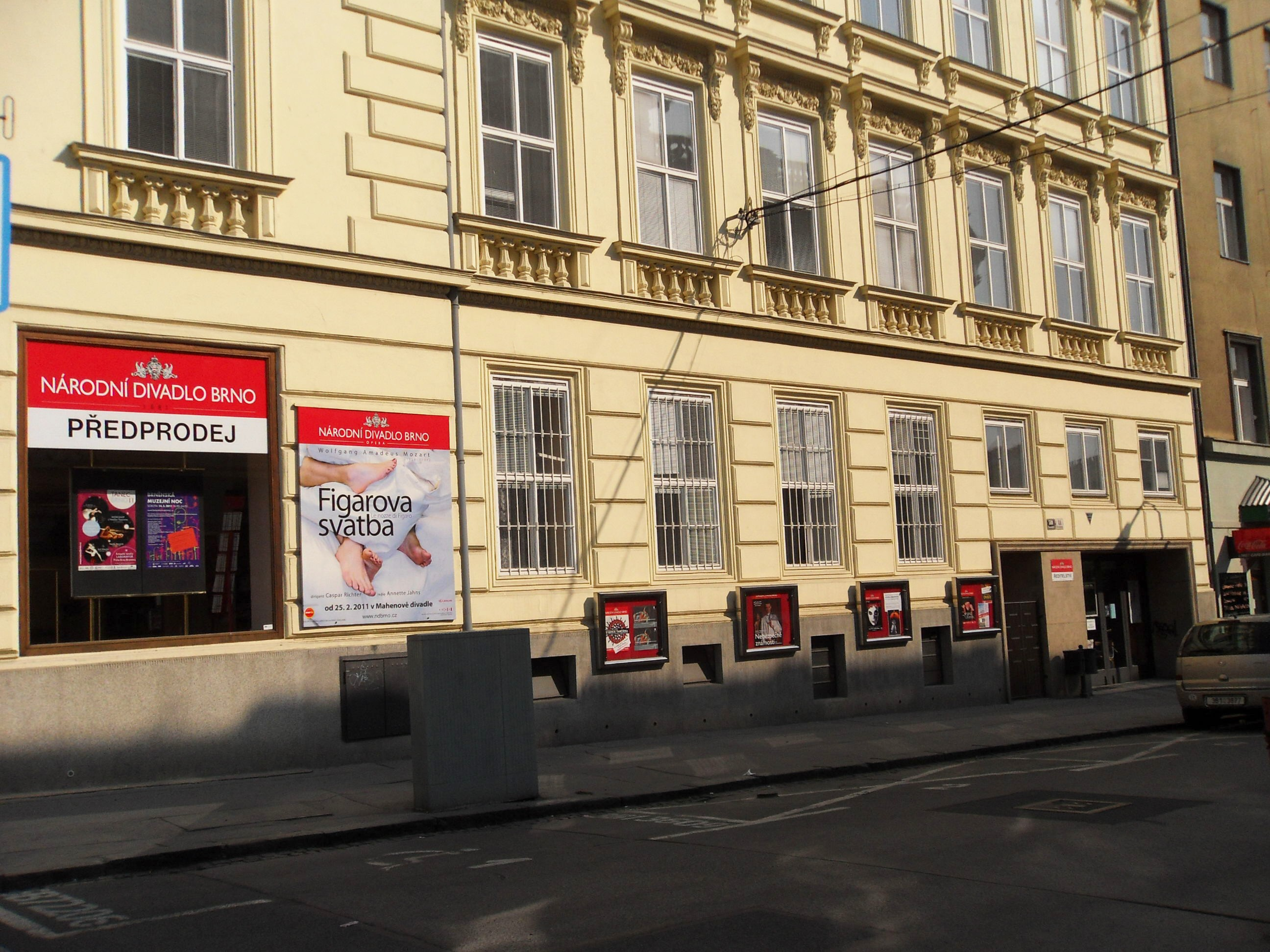
Здание Национального театра в Брно, где большую часть жизни выступала Фигарова

В 1946 году параллельно начала педагогическую и хореографическую деятельность, основав в Брно танцевальное отделение на базе консерватории. За 30 лет работы подготовила около двухсот артистов. В 1954 году получила награду за выдающиеся достижения.
В 1970-е годы была хореографом оперы в Линце.
Народная артистка Чехословакии (1976).
В 1996 году была удостоена премии «Талия» за заслуги в балете.
В 2001 году получила городскую премию Брно в области драматического искусства.
17 декабря 2002 года была удостоена звания почётного гражданина Брно.
Умерла 12 января 2013 года в Брно.

## Семья
Муж — Зденек Кроупа (1921—1999), оперный певец.

## Память
Портрет Мирославы Фигаровой размещён в Зале славы Национального театра в Брно.